# Lista băncilor din Republica Moldova
Aceasta este lista băncilor din Republica Moldova licențiate de Banca Națională a Moldovei
- Comerțbank
- Energbank
- EuroCreditBank
- Eximbank
- Moldindconbank
- Moldova Agroindbank
- ProCredit Bank
- Victoriabank
- Banca de Finanțe și Comerț
- OTP Bank

## Statistici
| Banca                      | Codul SWIFT      | Cotă de piață (%) | Total active (mil. lei) | Total credite (mil. lei) | Total depozite (mil. lei) | Fonduri proprii (mil. lei) | Profit (mil. lei) | Acționariat |
| -------------------------- | ---------------- | ----------------- | ----------------------- | ------------------------ | ------------------------- | -------------------------- | ----------------- | --- |
| Moldova Agroindbank        | AGRN MD 2X       | 36%               | 62904,5                 | 36486,4                  | 48375,6                   | 6778,9                     | 801,4             | Heim Partners Limited (38,69%) ( GBR) Vrabie Natalia (4,99%) ( MDA) Furtună Grigore (3,25%) ( MDA) Moldcoop (1,97%) ( MDA) Groza Tatiana (1,77%) ( MDA) Iuraș Ion (1,53%) ( MDA) |
| Moldindconbank             | MOLD MD 2X       | 22%               | 38524,4                 | 22808,9                  | 30755,8                   | 5098,5                     | 679,1             | Doverie-Invest EAD (78,21%) ( BGR) Mirzac Valerian (9,11%) ( MDA) |
| Victoriabank               | VICB MD 2X       | 16%               | 27853,5                 | 11143,1                  | 20418,7                   | 5243,0                     | 182,2             | VB Investment Holding BV (72,19%) ( NLD) Țurcan Victor (10,76%) ( MDA) Țurcan Valentina (8,06%) ( MDA) Artemerico Elena (4,95%) ( MDA) Proidisvet Galina (1,58%) ( MDA)          |
| OTP Bank                   | MOBB MD 22       | 11%               | 19832,9                 | 9319,5                   | 15216,9                   | 2173,7                     | 229,7             | OTP Bank NYRT (98,26%) ( HUN) |
| ProCredit Bank             | PRCB MD 22       | 4%                | 7399,7                  | 4601,4                   | 4865,3                    | 966,5                      | 29,1              | ProCredit Holding AG (82,09%) ( GER) KfW (14,1%) ( GER) |
| Banca de Finanțe și Comerț | FTMD MD 2X       | 4%                | 6204,0                  | 2823,9                   | 4566,9                    | 867,6                      | 56,1              | Dorin Nicolae (20,63%) ( MDA) Continent SRL (9,99%) ( MDA) Hvorostovschii Victor (9,65%) ( MDA) Agro-Nova Prim SRL (9,10%) ( MDA)                                                |
| Eximbank                   | EXMM MD 22       | 3%                | 5575,6                  | 2657,3                   | 3907,4                    | 1111,8                     | 57,4              | Intesa Sanpaolo SpA (100%) ( ITA) |
| Energbank                  | ENEG MD 22       | 2%                | 3467,5                  | 2061,7                   | 2280,2                    | 852,1                      | 13,7              | Iute Group AS (95,92%) ( EST) |
| EuroCreditBank             | ECBM MD 2X       | 1%                | 1750,3                  | 1001,5                   | 1221,9                    | 287,3                      | 3,8               | Zisi Mariana (46,45%) ( GRC) Mahmood Mohammed Shakir Mahmood (42,19%) ( UAE) |
| Comerțbank                 | CMTB MD 2X       | 1%                | 2306,6                  | 1049,2                   | 1583,6                    | 315,7                      | 1,5               | ACF Corporate Finance Consulting AG (99,99%) ( AUT) |
| TOTAL (mil. lei)           | TOTAL (mil. lei) | 100%              | 175820,5                | 93953,3                  | 133192,7                  | 23695,3                    | 2054,6            | |
| TOTAL (mil. eur)           | TOTAL (mil. eur) | 100%              | 8910,7                  | 4761,62                  | 6750,29                   | 1200,9                     | 104,13            | |